# Ahura Mazda
Ahura Mazdâ (Avestaans: 'Heer wijsheid/Wijze heer'; Middelperzisch: Ohrmazd/Hormizd; ook: 'Ahoera Mazda') is de oppergod in het zoroastrisme, de pre-islamitische religie van Iran. Hij vertegenwoordigt het goede, wijsheid, licht en waarheid, en is daarmee de tegenpool van Angra Mainyu ('kwade geest'; Middelperzisch: Ahriman), de leider van kwade krachten.

## Oorsprong

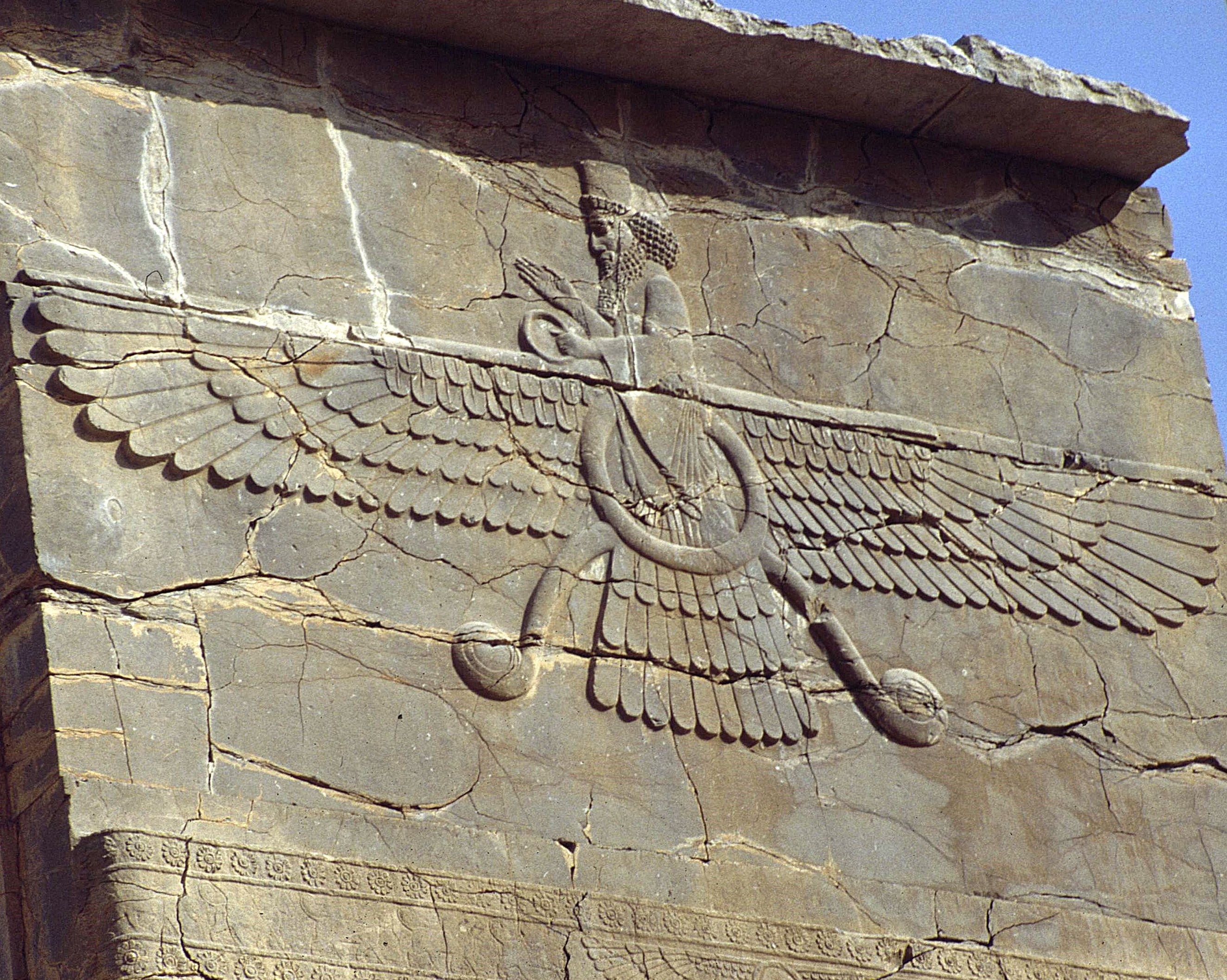
AhuraMazda-Relief

Ahura Mazdâ werd door Zarathustra, de grondlegger van het zoroastrisme, uitgeroepen tot oppergod. De historische oorsprong van deze god is echter onduidelijk. Vermoedelijk is hij gebaseerd op pre-zoroastrische priesterlijke doctrines en de rol van een hogepriester, die met zijn kennis van zaken wijsheid bood, en via religieuze rituelen de kosmische orde waarborgde. Zijn zoroastrische verschijning was een innovatie binnen de Indo-Iraanse religies. In zijn rol als enige god en schepper van al het goede nam hij aspecten over van oud-Iraanse goede goden (ahura), met name *Vouruna Apam Napāt en Mithra (die ook voorkwamen in het Vedische pantheon). Op grond van diverse mythen over strijd werd tegelijkertijd een universeel dualisme ontwikkeld, waarbij Ahura Mazdâ aan de goede zijde stond.
Uit enkele Yashna’s in de Avesta blijkt dat Zarathustra geloofde dat hij Ahura Mazdâ had gezien in een visioen, en dat hij met hem kon communiceren. De zoroastriërs verwezen naar hun religie via Ahura Mazdâ's naam: Mazdayasna. Ze geloofden (en geloven nog steeds) dat hun religie door Ahura Mazdâ zelf aan Zarathustra werd geopenbaard.
De oudste verwijzing naar Ahura Mazdâ is in een Assyrische godenlijst uit de 8e eeuw v.Chr. In Achaemenidische inscripties wordt hij verschillende malen genoemd. Afbeeldingen ontbreken echter. Het gebruik van beelden kwam wellicht pas op in de late 5e eeuw v.Chr. in het westen van het Perzische rijk. Zoroastrisch iconoclasme in de Sassanidische periode zorgde er mettertijd echter voor dat beeldgebruik niet gangbaar werd. De gevleugelde schijf met een mannelijk figuur, de faravahar, uit de Perzische periode representeerde oorspronkelijk niet Ahura Mazdâ, maar verwijst naar de koning. Ahura Mazda wordt afgebeeld op een schijf zonder vleugels (zie annunaki).

### Avesta
In de oudste zoroastrische literatuur, de Avesta, is Ahura Mazdâ de god van het goede en waarborger van asha 'waarheid' als universeel principe. Zodoende is hij geassocieerd met het licht en de zon. Vandaar dat in zijn cultus het vuur belangrijk is (atar). Hij is ongeschapen, alwetend en de bewaarder van het recht. Hij oordeelt over ieder mens en stuurt de slechte mens naar de hel. Hij is een vriend en broeder voor wie ontzag toont voor hem. In de Gâthâ's in de Avesta geldt hij als alziend en verblijvend in de hemel. Tevens is hij niet de directe opponent van AngraMainyu. Dat is Spenta Mainyu ('welwillende geest'; Middelperzisch: Spenag Mênôg), een hypostase van de oppergod die diens creatieve aspect vertegenwoordigt. Elders staat dat Ahura Mazdâ schiep met zijn gedachten. Ook de andere voortbrengselen van Ahura Mazdâ, de Amesha Spenta, hebben duistere tegenpolen. De goede wezens heten ahura's, de slechte daêva's of Gannâg Mênôg. Het resultaat is een uitgebalanceerd dualistisch systeem. De oppergod is hierin niet de schepper van het kwaad. Wel kiezen beide partijen voor wat ze doen, wat parallel loopt aan de morele keuzes waar de mens mee wordt geconfronteerd. Ook is de mens van nature ontvankelijk voor Ahura Mazdâ's boodschap, zodat hij kan bijdragen aan de overwinning van het goede.
In de Yasna's wordt Ahura Mazdâ beschreven als de schepper van alle goede dingen. Die goede dingen bestaan uit een geheel spirituele wereld (Mânôg) en de fysieke wereld (Gêtîg). Beide waren oorspronkelijk perfect. De wereld wordt echter binnengedrongen en gecorrumpeerd door Angra Mainyu. Ahura Mazdâ schept het leven in beide werelden, zoals de Amesha Spenta's, om de schepping in stand te houden en om te strijden tegen de kwade krachten. Uiteindelijk zal Spenta Mainyu (en dus Ahura Mazdâ) overwinnen, en dan zal de wereld weer perfect worden gemaakt.

### Pahlavi-boeken
Uit de voorstelling van de Yashts in de Avesta, een jonger deel, blijkt reeds een versmelting op te treden van Ahura Mazdâ en Spenta Mainyu.
In de Middelperzische Pahlavi-boeken, zoals de Bundahisn, is Ohrmazd de directe tegenstander van Ahriman in een voortdurende strijd tussen goed en kwaad. Ohrmazd wordt schepper om Ahriman te kunnen bestrijden. Beide goden verbleven respectievelijk in grenzeloos licht en grenzeloze duisternis, met tussen hen in een Leegte. De alwetende Ahura Mazdâ wist van het bestaan van Ahriman, maar Ahriman met zijn onwetendheid en bedrog wist niet van Ahura Mazdâ af.
Zodra Ohrmazd de spirituele wereld Mênôg schiep, kwam Ahriman naar de grens van het duister en werd hij zich bewust van Ohrmazds bestaan. Daarop schiep hij slechte tegenhangers van Ohrmazds schepsels, om de wereld te verwoesten. Ohrmazd stelt voor om de strijd te beperken tot negenduizend jaar, waarmee Ahriman instemt, waarop Ohrmazd hem voorspelt dat het goede zal overwinnen. Dat verlamt Ahriman, zodat Ohrmazd de fysieke wereld Mênôg kan scheppen. Die aardse wereld zou dienen als slagveld. Na drieduizend jaar ontwaakte Ahriman. Hij zag de schepping en zorgde vervolgens voor ziekte, vervuiling, dood en pijn.
De fysieke wereld was aanvankelijk dus niet dualistisch geordend, maar was zuiver goed. Ahriman creëerde enkel in de spirituele wereld slechte tegenhangers, maar niet in de materiële wereld. Volgens de Dênkard is de reden voor dat laatste omdat de goede zijde de principes van warmte en vocht bevat, zodat een materiële wereld kan condenseren. De duistere zijde is koud en droog, en kan niets materieels voortbrengen, omdat zij immers de ontkenning is van het leven. Eventueel slechte wezens op aarde zijn volgens de zoroastriërs slechts bezeten door een kwade geest.
De staat van vermenging van goed en kwaad duurde drieduizend jaar. Met de komst van Zarathustra brak het derde tijdsdeel van drieduizend jaar aan. Elk millennium daarvan zou worden begonnen met de komst van een verlosser, en Zarathustra begon door de leer van Ohrmazd aan de mens te geven. Die leer bood de middelen om te strijden tegen de kwade krachten. De laatste van de drie verlossers (sôshyans) zal de strijd beëindigen, waarop Ahriman machteloos uit de wereld wordt gedreven. In de Dâdistân î denîg staat bijvoorbeeld: "Ik, Ohrmazd, zal de opperste heerser zijn, en de slechte geest zal de heerser zijn van niets".